# Майрена-дель-Алькор
Майрена-дель-Алькор (ісп. Mairena del Alcor) — муніципалітет в Іспанії, у складі автономної спільноти Андалусія, у провінції Севілья. Населення — 21 100 осіб (2010).
Муніципалітет розташований на відстані близько 380 км на південний захід від Мадрида, 21 км на схід від Севільї.
На території муніципалітету розташовані такі населені пункти: (дані про населення за 2010 рік)
- Бенкаррон: 122 особи
- Клавінке: 1015 осіб
- Майрена-дель-Алькор: 19963 особи

## Демографія
Динаміка населення (INE ):

## Галерея зображень

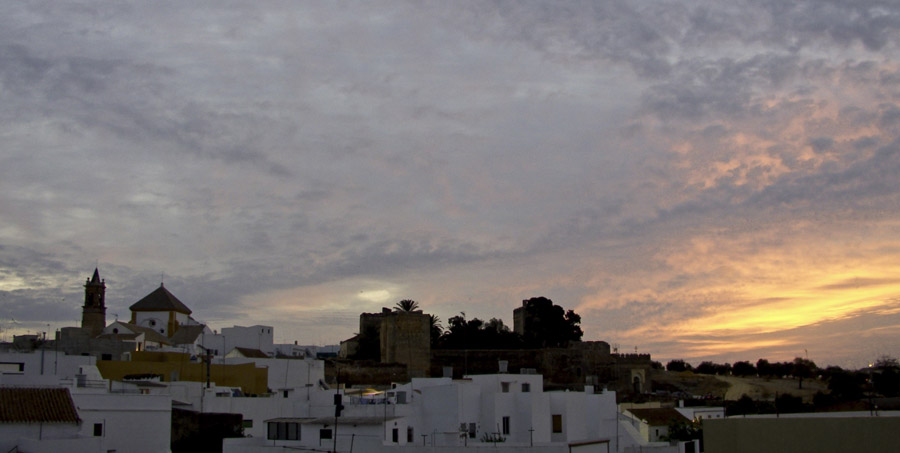
Панорама старої частини міста